# Толботт, Гарольд Элстнер
Гарольд Элстнер Толботт-младший (англ. Harold Elstner Talbott, Jr.) — государственный деятель США, занимал пост министра ВВС.

## Биография

### Родители
Гарольд Толботт родился в Дейтоне, штат Огайо, в марте 1888 года. Отец Толботта был богатым инженером, который участвовал в строительстве плотин Су на озере Верхнее. Толботт-старший был первым мэром Оквуда, города в штате Огайо. Он также принимал участие в восстановлении Дейтона от наводнения 1913 года.

### Карьера
Два года он учился в Йельском университете. С 1906 по 1913 год Гарольд Толботт занимал пост президента Platt Iron Works в Дейтоне вместе со своим товарищем по команде Эдвином Ф. Платтом. Интерес Толботта к авиации возник в дни первых полётов братьев Райт. Он был учеником Катрины Райт и клиентом веломагазина братьев. В 1915 Тэлбот помог построить одну из первых аэродинамических труб для авиационных экспериментов. В начале Первой мировой войны, он вступил в армию США в звании полковника и стал начальником авиационной промышленности. Под его руководством велись закупки самолетов на полигоне Мак-Кук, предшественнике военно-воздушной базы Райт-Паттерсон.
В 1925 году Толботт переехал в Нью-Йорк и стал директором Chrysler Corporation.
Толбот был активным участником кампании по сбору средств для президентской кампании республиканского кандидата в 1940, 1948 и 1952.

### Министр
4 февраля 1953 года он был назначен министром ВВС, в период корейской войны. Эта война побудила Конгресс США расширить количество эскадрилий и, соответственно, траты на инфраструктуру, что позволило Толботу сосредоточить свои усилия на потребностях лётчиков и членов их семей. Также во время его пребывания на посту министра, увеличилась зарплата у пилотов.
Толботт назначил комиссию, чтобы помочь ему в выборе постоянного места для Военно-воздушной академии. Рассмотрев 580 предложенных участков в 45 штатах, комиссия рекомендовала три места. Из них он выбрал место около Колорадо-Спрингс.
Подал в отставку в результате расследования проведенного Р.Кеннеди, которое вскрыло мошеннические действия министра. Увольнение одобрено сенатским подкомитетом Макклелана с формулировкой "допустил ошибку и действовал нечестно" (Молленхоф К., "Пентагон. Политика, прибыли и аферы", Москва 1969, страница 115).

### Смерть
Умер от кровоизлияния в мозг в Палм-Бич, штат Флорида, 2 марта 1957 года.
Вдова публично заявила, что ее супруг пал жертвой травли Р.Кеннеди.

## Семья
В 1925 году женился на Маргарет Тэлбот Тейера (1898—1960)